# Bourovec ovocný
Bourovec ovocný (Gastropacha quercifolia) je velký a nápadný noční motýl z čeledi bourovcovitých, vzácně se vyskytující i na území České republiky. Je pozoruhodný zejména svým vzhledem v klidové poloze, kdy připomíná suchý list stromu.

## Rozšíření
Přirozeně obývá nezapojené biotopy slunných lesostepí a řídké smíšené lesy a jejich okraje, zejména s porostem dubů. Po kulturních změnách v krajině se populace motýla přemístily do parků, zahrad a ovocných sadů, kde jsou nicméně v moderních dobách likvidovány přebujelou chemizací. Tak se stalo, že druh, který byl ještě v 80. letech 20. století považován za škůdce, je ve třetím tisíciletí na pokraji vyhubení.

V Červeném seznamu bezobratlých ČR je veden jako ohrožený druh.

## Popis

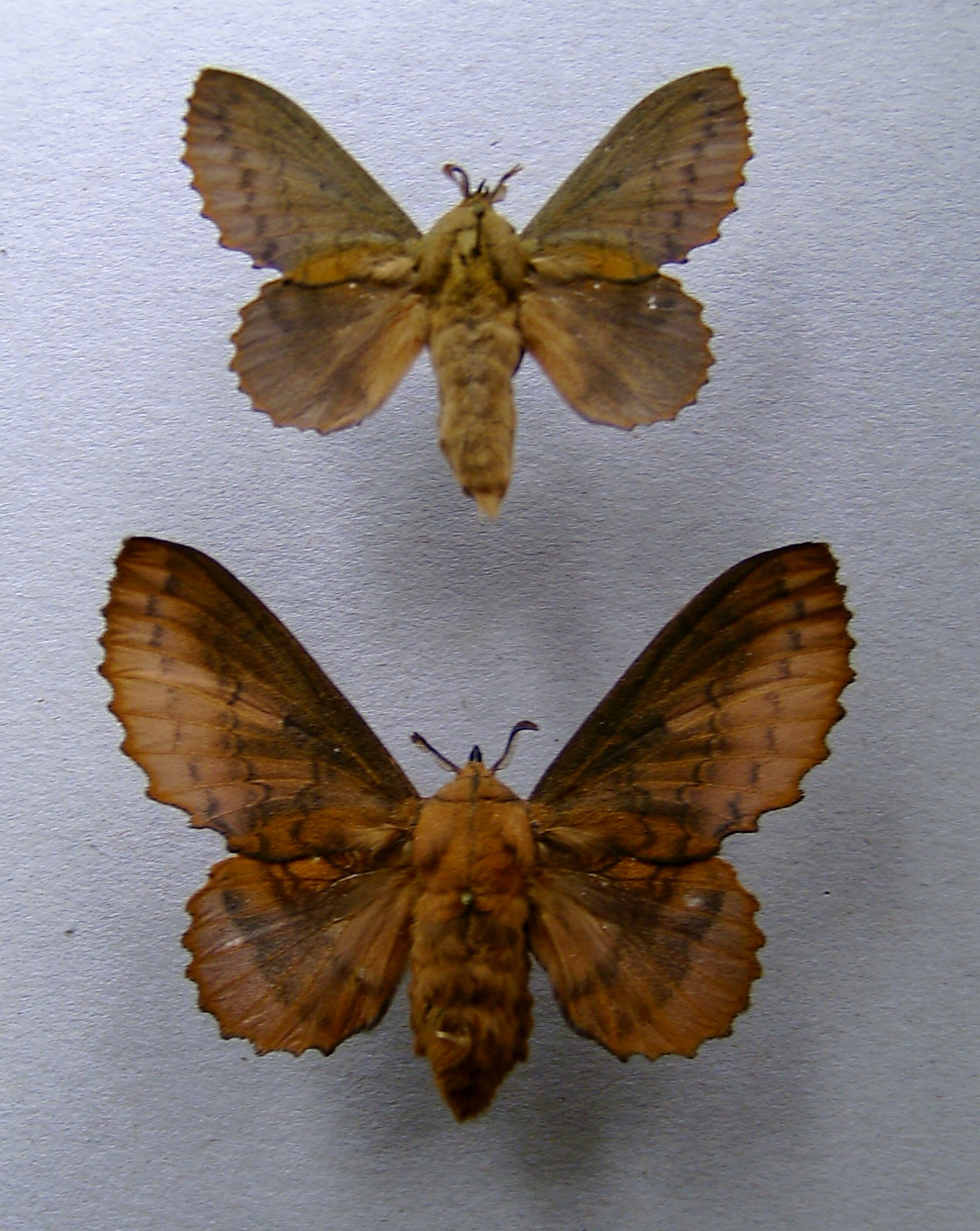
Sbírkové exempláře
(nahoře samec, dole samice)

Patří k největším bourovcům vůbec. Délka předního křídla je 25–45 mm, přičemž samice jsou znatelně větší než samci. Základní barvou je červenohnědá, při okrajích křídel přecházející až k fialovým odstínům. Oba páry křídel jsou zbarveny podobně, napříč žilnatinou se táhne vícero tenkých, klikatých, tmavohnědých příček. Okraje křídel jsou výrazně zoubkované. Tělo i zadeček motýla jsou hustě ochlupené, zbarvením totožné s křídly.
Vajíčka jsou nápadná, soustředně zelenobíle pruhovaná.
Housenky jsou zbarvením nenápadné, v poslední fázi vývoje ovšem vynikají svou velikostí, která může dosahovat až 12 cm délky. Mladé housenky jsou popelavě šedočerné, později se barví spíše do hněda. Na hřbetní straně je každý článek opatřen dvěma červenými bradavičkami, za 2. a 3. článkem jsou navíc široké, tmavě modré skvrny. Stejně jako imago, také housenky jsou hustě ochlupené.
Kukla je uložena v zámotku šedé barvy.

## Bionomie
Zatímco v jižní Evropě vytváří dvě pokolení ročně, ve středoevropském regionu se vyskytuje jen v jedné generaci. Dospělci létají od června do poloviny srpna. Ve dne odpočívají na větvičkách keřů a stromů, přičemž tykadla stahují dozadu podél hlavy a zadní křídla podsouvají ven pod předními, čímž napodobují vzhled suchých listů. Podobně jako jiní bourovci je i bourovec ovocný aktivní především v noci, kdy lze motýly pozorovat v blízkosti lidských sídel, kam je lákají umělé zdroje světla. Oplodněné samičky kladou vajíčka na živné rostliny po jednom.
Housenky se líhnou ještě v srpnu a prodělávají podobný vývoj jako housenky bourovce švestkového – po krátkém podzimním žíru se ukrývají k přezimování ve štěrbinách stromové kůry a vývoj dokončují v květnu následujícího roku. Živí se listy různých listnáčů – především dubu, ale také jívy, lísky, hlohu a trnky; ze zahradních druhů se s nimi lze setkat na švestce, jabloni či hrušni. V zahradách ale bývají housenky zpravidla zahubeny ještě před přezimováním, při podzimním ošetření stromů. Pokud se jim podaří přezimovat a zdárně dorůst, upředou si kolem sebe ve štěrbině kůry nebo rozsoše větviček šedavě zbarvený kokon. Zde se přemění v kuklu.
Motýli se z kukel líhnou přibližně za 4 týdny.

## Galerie

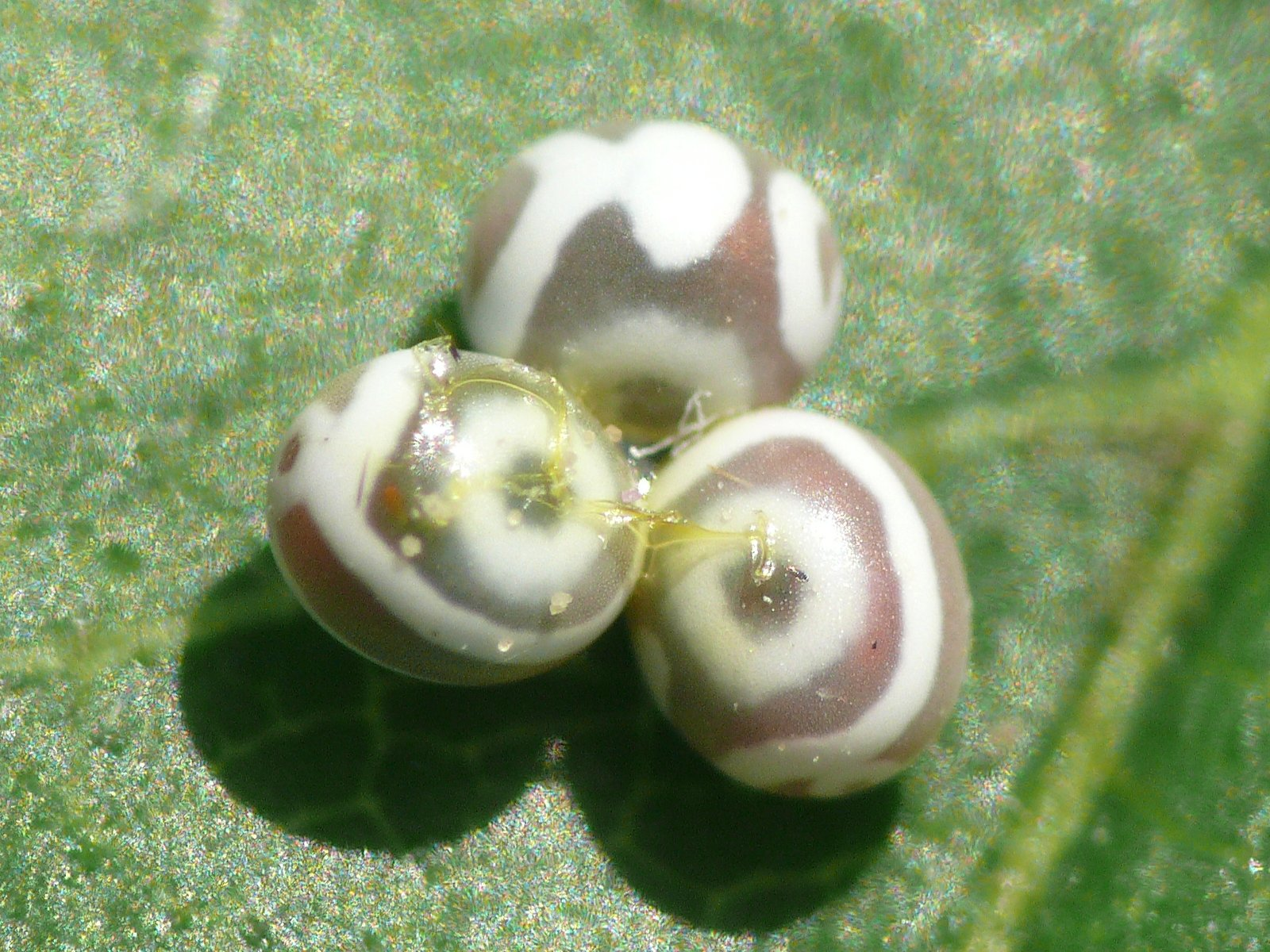
Vajíčka bourovce ovocného
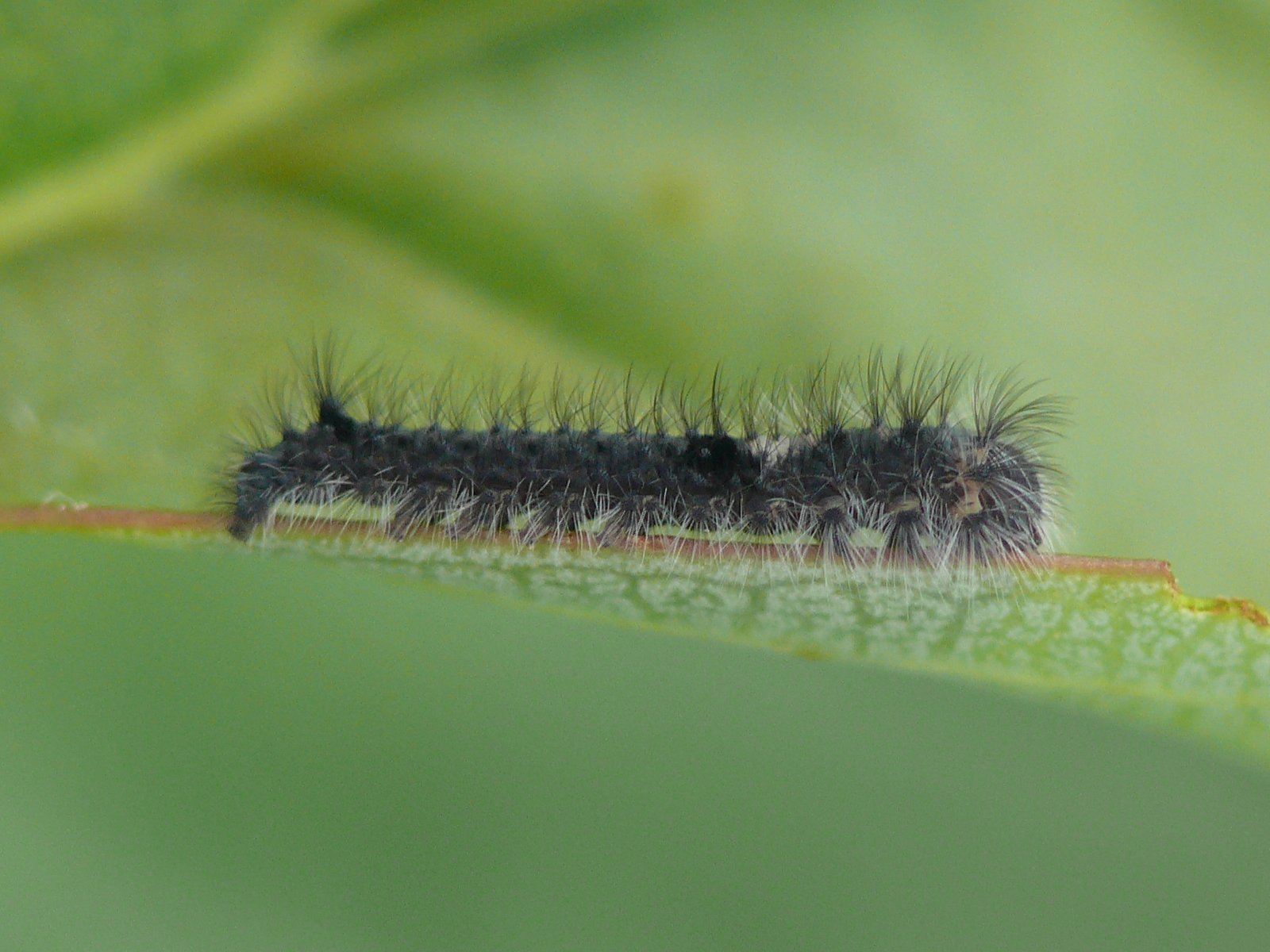
Mladá housenka
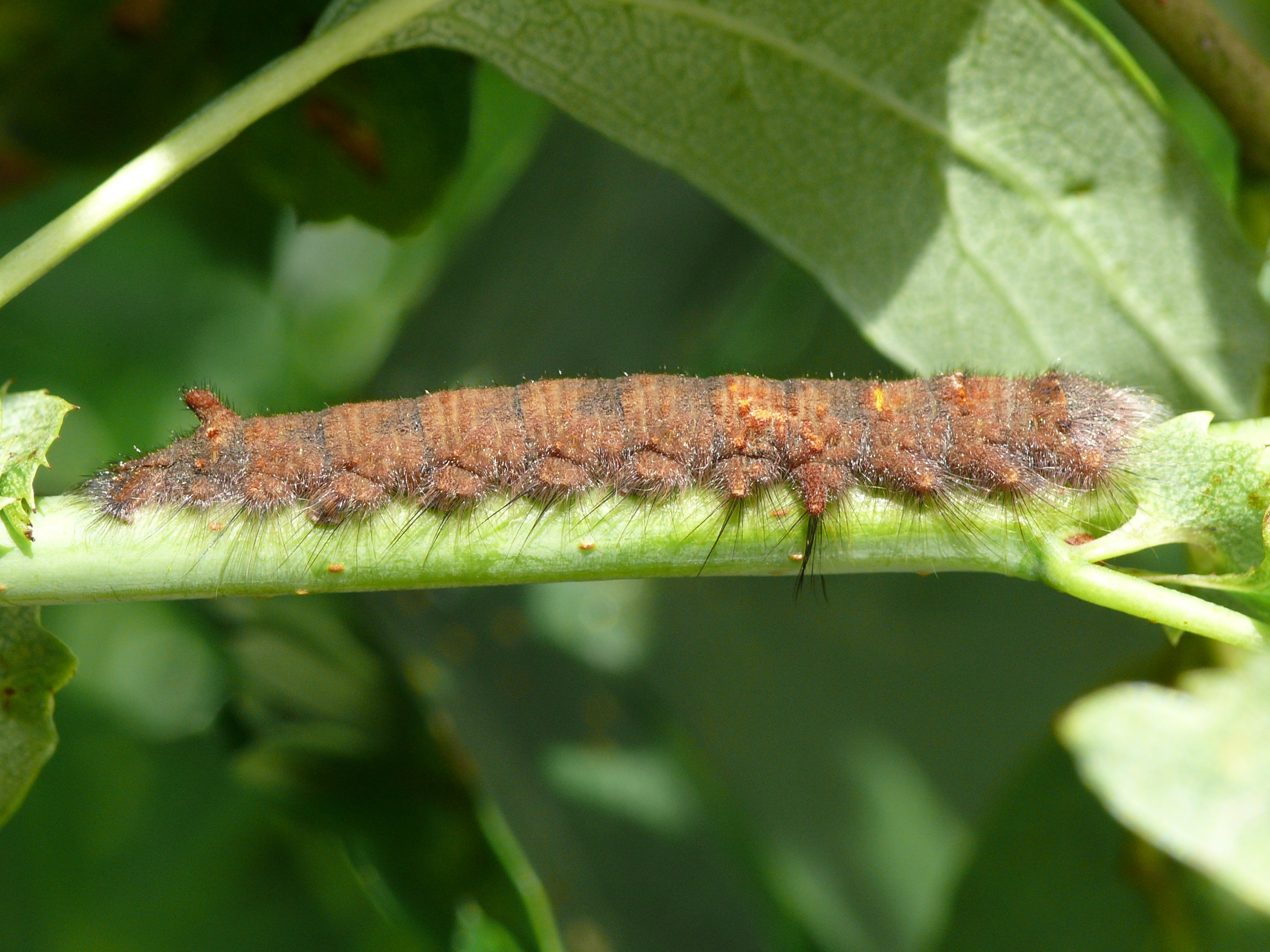
Housenka třetího instaru
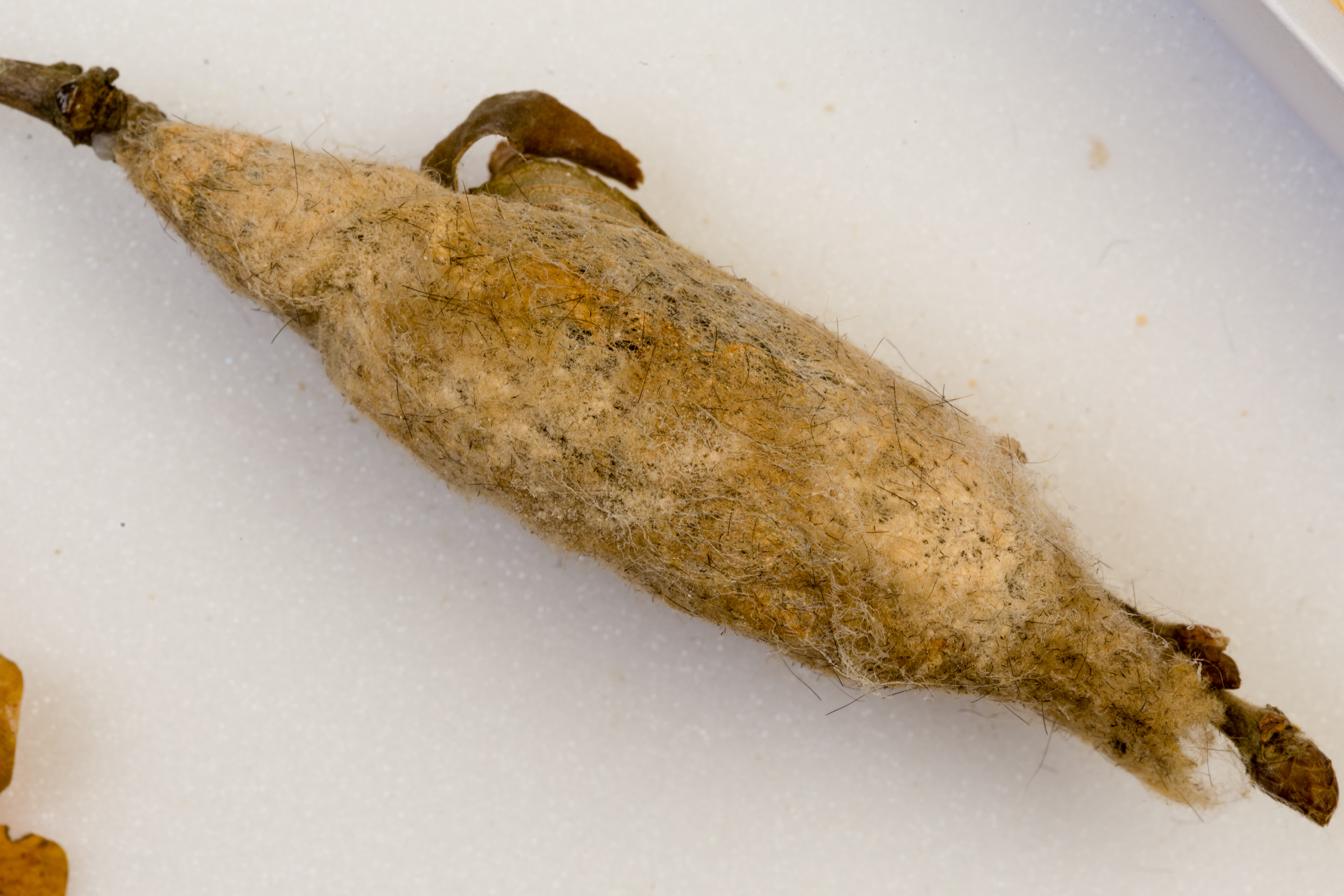
Kokon (preparát)
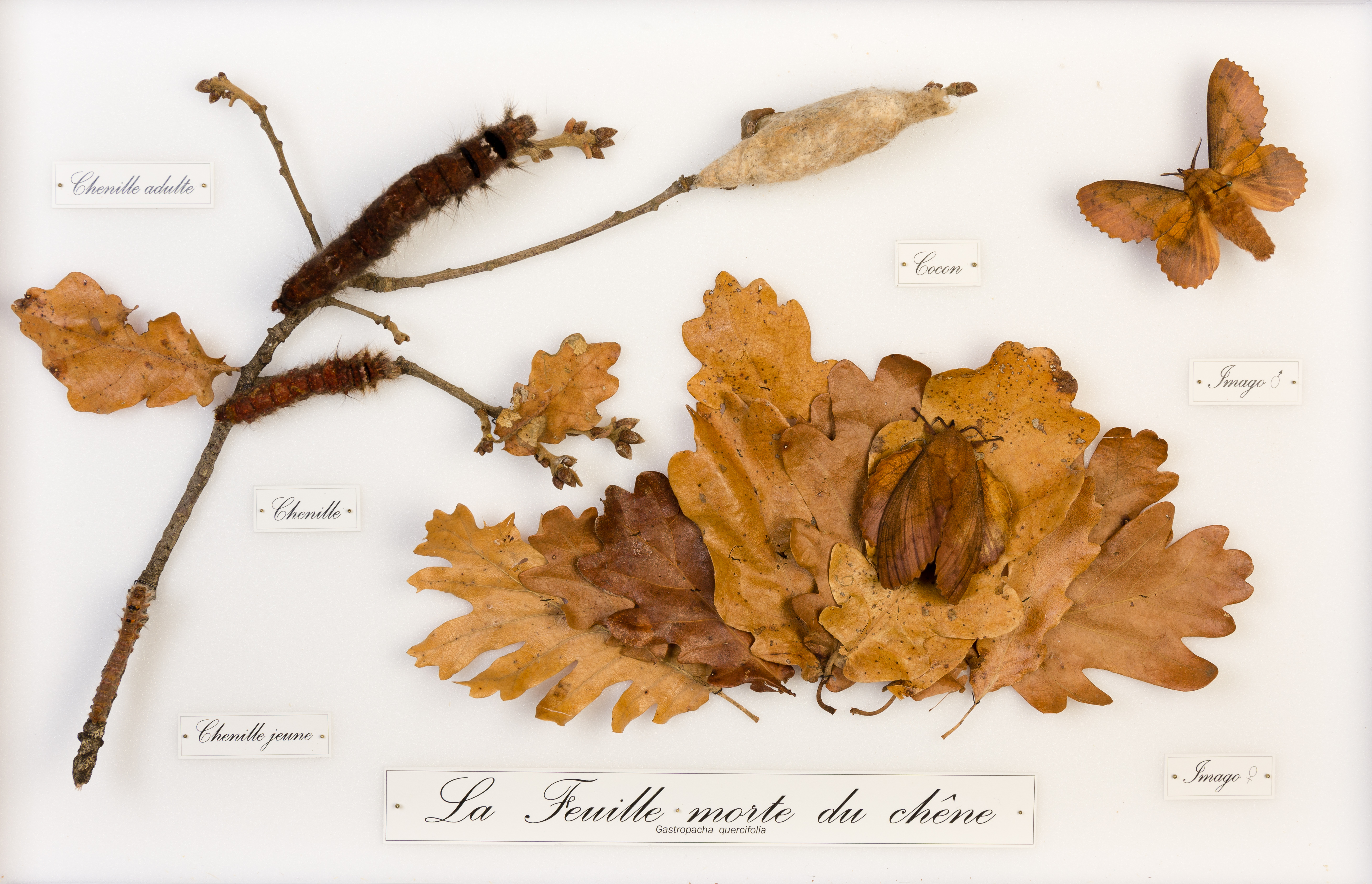
Bourovec ovocný – pedagogický box univerzity v Rennes